# Frederick Stibbert
Frederick Stibbert (Florence, 1838 - Florence, 1906) est un collectionneur d'art et un entrepreneur anglais du XIXe siècle, qui est né et a vécu en Italie. Pour ces raisons il est aussi connu sous les noms de Federigo Stibbert ou de Federico Stibbert.
Le  Musée Stibbert, qu'il a fondé à Florence, contient une très importante collections d'armes et d'armures anciennes.

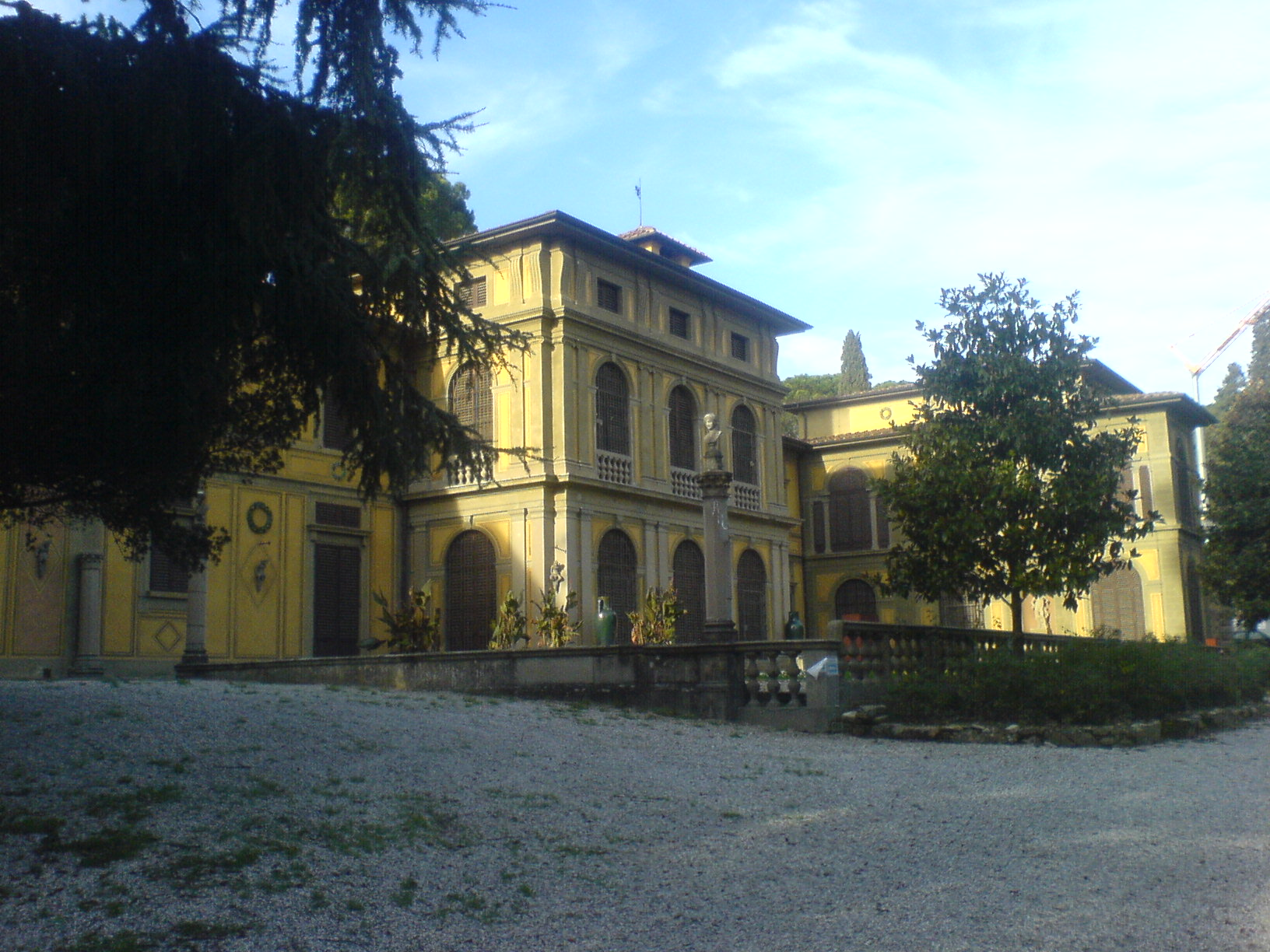
Le musée Stibbert

## Biographie
Frederick Stibbert  est le fils de  Thomas Stibbert (1771 - 1847), un militaire anglais colonel des Coldstream Guards, et de Giulia Cafaggi (1805–1883), une Toscane.
Après des études traditionnelles au collège d'Harrow de Cambridge, à la suite de la mort de son père en 1849, il part avec sa mère et ses sœurs, Sophronia et Erminia, s'installer dans leur villa de Montughi (l'actuel Museo Stibbert).
En tant qu'héritier mâle de la famille, il fut le seul destinataire des legs de son père et de son oncle Giles Stibbert (1734 - 1809) commandant général de la  Compagnie des Indes et gouverneur du Bengale.
Vers 1866, il est volontaire dans les troupes garibaldiennes.
Mort en 1906, il est enterré au cimetière des Allori.

## Sources
- (it) Cet article est partiellement ou en totalité issu de l’article de Wikipédia en italien intitulé « Frederick Stibbert » (voir la liste des auteurs).